# بزن و فرار کن (فیلم ۲۰۱۲)
بزن و فرار کن (به انگلیسی: Hit and Run) فیلمی محصول سال ۲۰۱۲ و به کارگردانی دیوید پالمر و دکس شپارد است. در این فیلم بازیگرانی همچون دکس شپارد، کریستن بل، بردلی کوپر، تام آرنولد، کریستن چنووس، مایکل روزنبام، جوی برایانت، رایان هانسن، بو بریجز، استیو آگی، دیوید کوچنر و شان هایس ایفای نقش کرده‌اند.